# Balearen-Wechselkröte

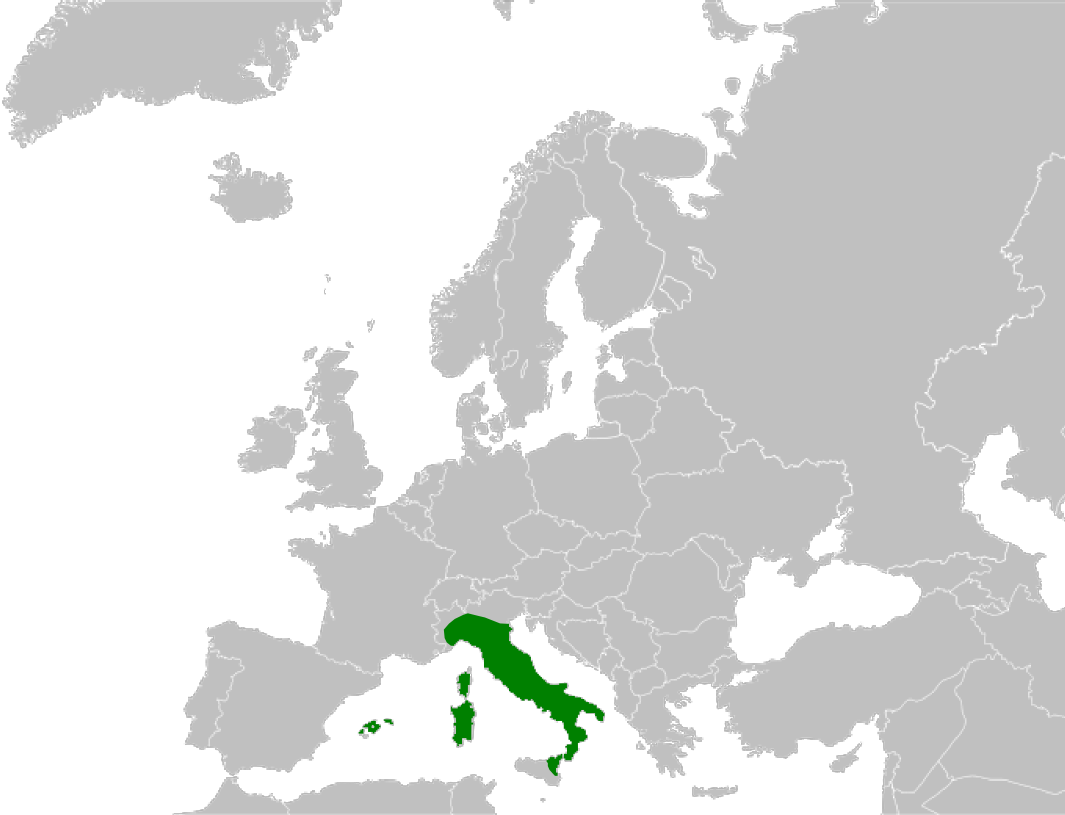
Das Verbreitungsgebiet der Balearen-Wechselkröte

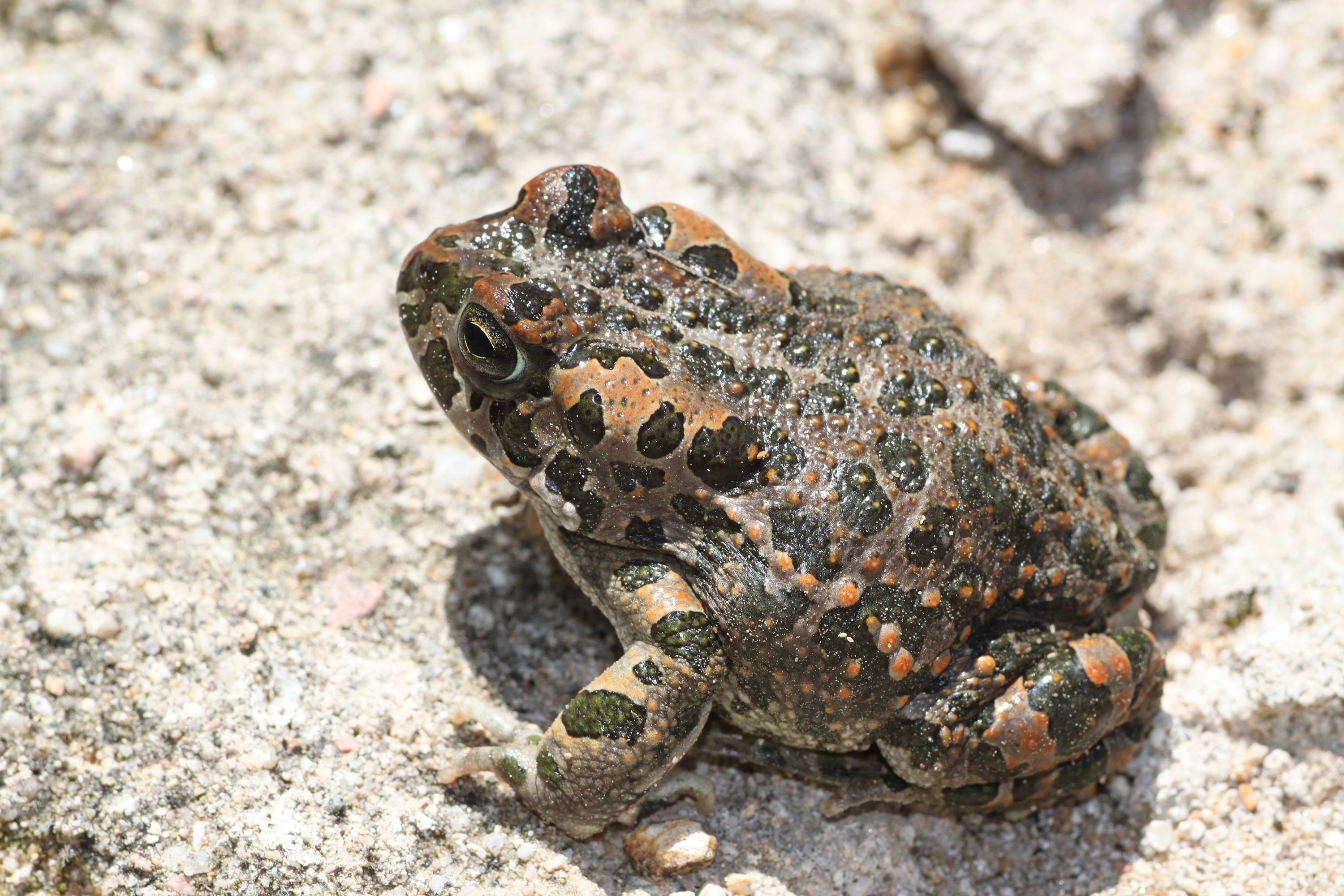

Die Balearen-Wechselkröte (Bufotes balearicus), auch Balearische Wechselkröte genannt, ist eine Art der Kröten und lebt in Italien, sowie auf Inseln des westlichen Mittelmeeres. Auf europäischem Boden ist es die am weitesten westlich lebende Art der Wechselkröten.

## Merkmale
Mittelgroße Kröte aus dem Verwandtschaftskreis der Wechselkröten. Männchen werden bis zu 8,3 cm groß, Weibchen bis zu 9,2 cm, auf Sardinien sogar 10 cm. Die Körperform ist leicht gedrungen, der Kopf ist kurz und breiter als lang. Die Schnauze ist kurz und stumpf. Die Beine sind mäßig lang, die Hinterbeine etwas länger als die Vorderbeine. Hinter den Augen sitzen zwei große, flache Ohrdrüsenpakete (Parotiden). Die Weibchen sind insgesamt kontrastreicher gefärbt als die Männchen. Letztere mit kehlständiger Schallblase, die weit vorgestülpt werden kann und zur Paarungszeit an den ersten drei Fingern mit dunkel gefärbten Brunftschwielen. Die Grundfarbe ist oberseits hell, blass bräunlich bis grünlich-oliv oder braunoliv. Darauf finden sich hellgrüne, dunkelgrüne oder olivgrüne Flecken, die in Größe und Umriss beträchtlich variieren und bei den Weibchen scharf, bei den Männchen verwaschen begrenzt sind. An den Körperseiten finden sich rote oder bräunlich-rote Warzen. Kein gelber Rückenstreifen wie bei der Kreuzkröte, aber nicht wenige Tiere mit schmaler heller, beigefarbener Rückenzone, die durchgehend oder unterbrochen sein kann. Der Bauch ist cremefarben-weißlich oder grau mit dunklen Tupfern oder kleinen gräulich-grünen Flecken. Die Iris ist gelblich oder metallisch-grünlich, durchzogen von feinen dunklen Linien. Die Paarungsrufe sind weithin hörbare, langgezogene Triller.
Die 2–4 m langen Laichschnüre eines Weibchens enthalten zwischen 2000 und 6000, in Ausnahmefällen bis zu 12.000 schwarze Eier von 1–1,5 mm Durchmesser. Die Larven erreichen eine Gesamtlänge von 4,5 cm und sind oberseits dunkelbräunlich oder schwärzlich gefärbt mit blassen, wenig pigmentierten und am Ende abgerundeten Schwanzsäumen. Die frisch umgewandelten Jungtiere sind 1 bis 1,7 cm lang.

## Verwechslungsarten
Auf den Balearen, Korsika und Sardinien die einzige Krötenart. In Italien kommt noch die Erdkröte vor, diese besitzt jedoch keine grünlichen Rückenflecken und eine rot-braune Iris. Im Norden Italiens grenzt das Verbreitungsgebiet an das der Wechselkröte. Auf Sizilien kommt die Balearen-Wechselkröte nur im Nordosten vor, im restlichen Teil der Insel lebt die Sizilianische Wechselkröte, eine Unterart der Nordafrikanischen Wechselkröte.

## Verbreitung
Das Verbreitungsgebiet umfasst die Balearen, Korsika, Sardinien und Italien südlich des Po (Fluss), einschließlich Sizilien, dort aber nur im Nordosten. Auf den Balearen kommt die Art auf Mallorca, Menorca und Ibiza vor, auf Formentera ist sie wahrscheinlich ausgestorben.

## Lebensraum
Von Meeresspiegelhöhe bis 1330 m über NN in Mittel-Italien, meist jedoch unter 500 m über NN. Vor allem in sonnenexponiertem, wenig bewachsenen, trockenem Gelände, auch in Dünen, aber ebenso in feuchteren Lebensräumen, z. B. in Flussauen. Gern auf grabfähigen, sandigen oder leicht tonigen Böden. Als Laichgewässer dienen kleine, häufig temporäre Stillgewässer. Auch in salzhaltigen Gewässern wird abgelaicht, die Art gilt als sehr salztolerant.

## Lebensweise
In der Regel ganzjährig aktiv, wobei sich die Tiere je nach Gegend in der trocken-heißen Sommerzeit zurückziehen können („Übersommerung“). Die Paarungen fallen in die Zeit von März bis Juni. In der Fortpflanzungszeit lässt die Art nachts laute trillernde Rufe hören. Abgelaicht wird im April. Die Embryonalentwicklung im Ei dauert nur wenige Tage bis höchstens zwei Wochen. Die Larvenentwicklung ist nach eineinhalb bis zwei Monaten abgeschlossen. Dann suchen die kleinen Kröten das Land auf.
Spezielle Daten zur Nahrung liegen nicht vor, lediglich auf ein breites Spektrum an Insekten wird verwiesen. Auch über die Fressfeinde der Art ist nichts Konkretes bekannt. Jedoch dürfte die Art in ihrer Lebensweise der Wechselkröte (Bufotes viridis) sehr ähnlich sein, als deren Unterart sie früher galt.

## Gefährdung
Die IUCN listet die Art als nicht gefährdet (least concern) mit einem sinkenden Populationstrend. In Italien ist die Art nicht gefährdet, wohl aber auf den Balearen. Der Schutz der Laichgewässer ist für die Art wichtig, um ihre Populationen halten zu können.